# クーラント
クーラント（フランス語: courante）またはコッレンテ（イタリア語: corrente）は、後期ルネサンスからバロック時代の3拍子の舞曲の一種である。
フランスにおけるクーラントは、2分の3拍子あるいは4分の6拍子の優雅な舞曲となった。
イタリアのコッレンテは、フランス式クーラントよりテンポが早い軽やかな舞曲である。イタリア式は4分の3拍子あるいは8分の3拍子である。
バロック時代の組曲では一般にアルマンドとサラバンドの間におかれる。